# Élections législatives de 1958 dans le Haut-Rhin
Les élections législatives françaises de 1958 se déroulent les 23 et 30 novembre 1958. Dans le département du Haut-Rhin, cinq députés sont à élire dans le cadre de cinq circonscriptions.

## Élus
| Circonscription | Député élu        | Parti | Parti |
| --------------- | ----------------- | ----- | ----- |
| 1re             | Edmond Borocco    |       | UNR   |
| 2e              | Georges Bourgeois |       | UNR   |
| 3e              | Joseph Perrin     |       | UNR   |
| 4e              | Émile Muller      |       | SFIO  |
| 5e              | Henri Ulrich      |       | MRP   |

## Système électoral
Pour la première fois depuis 1936, les élections législatives ont lieu au scrutin uninominal majoritaire à deux tours dans des circonscriptions uninominales.
Est élu au premier tour le candidat qui réunit la majorité absolue des suffrages exprimés et un nombre de voix au moins égal au quart (25 %) des électeurs inscrits dans la circonscription. Si aucun des candidats ne satisfait ces conditions, un second tour est organisé entre les candidats ayant réuni un nombre de voix au moins égal à 5 % des suffrages exprimés. Au second tour, le candidat arrivé en tête est déclaré élu.
Le seuil de qualification, basé sur un pourcentage relativement faible des suffrages exprimés, tend à faciliter l'accès au second tour de plus de deux candidats. Les candidats en lice au second tour peuvent ainsi fréquemment être trois, un cas de figure appelé « triangulaire ». Lorsque quatre candidats s'affrontent au second tour, on parle de « quadrangulaire ».

## Résultats

### Résultats à l'échelle du département
| Parti          | Parti                                          | Premier tour | Premier tour | Second tour | Second tour | Sièges |
| Parti          | Parti                                          | Voix         | %            | Voix        | %           | Sièges |
| -------------- | ---------------------------------------------- | ------------ | ------------ | ----------- | ----------- | ------ |
|                | Union pour la nouvelle République              | 72 355       | 30,38        | 98 281      | 40,76       | 3      |
|                | Centre national des indépendants et paysans    | 11 521       | 4,84         | Retrait     | Retrait     | 0      |
|                | Modérés                                        | 2 410        | 1,01         |             |             | 0      |
|                | Droite parlementaire                           | 86 286       | 36,23        | 98 281      | 40,76       | 3      |
|                |                                                |              |              |             |             |        |
|                | Mouvement républicain populaire                | 95 959       | 40,29        | 90 801      | 37,66       | 1      |
|                | Section française de l'Internationale ouvrière | 39 511       | 16,59        | 37 705      | 15,64       | 1      |
|                | Parti communiste français                      | 16 432       | 6,90         | 14 350      | 5,95        | 0      |
|                |                                                |              |              |             |             |        |
| Inscrits       | Inscrits                                       | 329 704      | 100,00       | 329 740     | 100,00      | 5      |
| Abstentions    | Abstentions                                    | 81 367       | 24,68        | 81 571      | 24,74       |        |
| Votants        | Votants                                        | 248 337      | 75,32        | 248 169     | 75,26       |        |
| Blancs et nuls | Blancs et nuls                                 | 10 149       | 4,09         | 7 032       | 2,83        |        |
| Exprimés       | Exprimés                                       | 238 188      | 95,91        | 241 137     | 97,17       |        |

### Résultats par circonscription

#### Première circonscription (Colmar)
| Candidat       | Candidat           | Parti          | Premier tour | Premier tour | Second tour | Second tour |  |
| Candidat       | Candidat           | Parti          | Voix         | %            | Voix        | %           |  |
| -------------- | ------------------ | -------------- | ------------ | ------------ | ----------- | ----------- |  |
|                | Joseph Rey         | MRP            | 22 676       | 44,58        | 20 135      | 38,28       |  |
|                | Edmond Borocco élu | UNR            | 18 135       | 35,65        | 26 419      | 50,23       |  |
|                | Édouard Richard    | SFIO           | 7 181        | 14,12        | 3 885       | 7,39        |  |
|                | Charles Metzger    | PCF            | 2 872        | 5,65         | 2 159       | 4,1         |  |
|                |                    |                |              |              |             |             |  |
| Inscrits       | Inscrits           | Inscrits       | 67 247       | 100,00       | 67 240      | 100,00      |  |
| Abstentions    | Abstentions        | Abstentions    | 14 284       | 21,24        | 13 376      | 19,89       |  |
| Votants        | Votants            | Votants        | 52 963       | 78,76        | 53 864      | 80,11       |  |
| Blancs et nuls | Blancs et nuls     | Blancs et nuls | 2 099        | 3,96         | 1 266       | 2,35        |  |
| Exprimés       | Exprimés           | Exprimés       | 50 864       | 96,04        | 52 598      | 97,65       |  |

#### Deuxième circonscription (Guebwiller)
| Candidat       | Candidat              | Parti          | Premier tour | Premier tour | Second tour | Second tour |  |
| Candidat       | Candidat              | Parti          | Voix         | %            | Voix        | %           |  |
| -------------- | --------------------- | -------------- | ------------ | ------------ | ----------- | ----------- |  |
|                | Georges Bourgeois élu | UNR            | 18 154       | 42,35        | 22 184      | 50,85       |  |
|                | Fernand Ortlieb       | MRP            | 16 569       | 38,65        | 15 219      | 34,89       |  |
|                | Louis Fouilleron      | SFIO           | 4 943        | 11,53        | 3 491       | 8           |  |
|                | Albert Lantz          | PCF            | 3 205        | 7,48         | 2 732       | 6,26        |  |
|                |                       |                |              |              |             |             |  |
| Inscrits       | Inscrits              | Inscrits       | 59 656       | 100,00       | 59 655      | 100,00      |  |
| Abstentions    | Abstentions           | Abstentions    | 15 051       | 25,23        | 14 969      | 25,09       |  |
| Votants        | Votants               | Votants        | 44 605       | 74,77        | 44 686      | 74,91       |  |
| Blancs et nuls | Blancs et nuls        | Blancs et nuls | 1 734        | 3,89         | 1 060       | 2,37        |  |
| Exprimés       | Exprimés              | Exprimés       | 42 871       | 96,11        | 43 626      | 97,63       |  |

#### Troisième circonscription (Thann - Altkirch)
| Candidat       | Candidat          | Parti          | Premier tour | Premier tour | Second tour | Second tour |  |
| Candidat       | Candidat          | Parti          | Voix         | %            | Voix        | %           |  |
| -------------- | ----------------- | -------------- | ------------ | ------------ | ----------- | ----------- |  |
|                | Joseph Wasmer     | MRP            | 20 517       | 38,86        | 18 143      | 33,95       |  |
|                | Joseph Perrin élu | UNR            | 16 933       | 32,07        | 32 816      | 61,41       |  |
|                | René Blauel       | CNIP           | 8 152        | 15,44        | Retrait     | Retrait     |  |
|                | Aloïse Libold     | PCF            | 2 671        | 5,06         | 2 476       | 4,63        |  |
|                | Paul Dungler      | Modérés        | 2 410        | 4,56         |             |             |  |
|                | Antoine Koch      | SFIO           | 2 110        | 4            |             |             |  |
|                |                   |                |              |              |             |             |  |
| Inscrits       | Inscrits          | Inscrits       | 69 760       | 100,00       | 69 706      | 100,00      |  |
| Abstentions    | Abstentions       | Abstentions    | 14 750       | 21,14        | 15 003      | 21,52       |  |
| Votants        | Votants           | Votants        | 55 010       | 78,86        | 54 703      | 78,48       |  |
| Blancs et nuls | Blancs et nuls    | Blancs et nuls | 2 217        | 4,03         | 1 268       | 2,32        |  |
| Exprimés       | Exprimés          | Exprimés       | 52 793       | 95,97        | 53 435      | 97,68       |  |

#### Quatrième circonscription (Mulhouse)
| Candidat       | Candidat          | Parti          | Premier tour | Premier tour | Second tour | Second tour |  |
| Candidat       | Candidat          | Parti          | Voix         | %            | Voix        | %           |  |
| -------------- | ----------------- | -------------- | ------------ | ------------ | ----------- | ----------- |  |
|                | Émile Muller élu  | SFIO           | 21 465       | 42,11        | 27 105      | 53,3        |  |
|                | Jean Balestreri   | MRP            | 14 033       | 27,53        | 20 192      | 39,71       |  |
|                | Jean-Pierre Groh  | UNR            | 8 186        | 16,06        | Retrait     | Retrait     |  |
|                | Jean-Paul Steiblé | PCF            | 3 919        | 7,69         | 3 553       | 6,99        |  |
|                | René Waechter     | CNIP           | 3 369        | 6,61         | Retrait     | Retrait     |  |
|                |                   |                |              |              |             |             |  |
| Inscrits       | Inscrits          | Inscrits       | 73 802       | 100,00       | 73 802      | 100,00      |  |
| Abstentions    | Abstentions       | Abstentions    | 20 529       | 27,82        | 20 897      | 28,31       |  |
| Votants        | Votants           | Votants        | 53 273       | 72,18        | 52 905      | 71,69       |  |
| Blancs et nuls | Blancs et nuls    | Blancs et nuls | 2 301        | 4,32         | 2 055       | 3,88        |  |
| Exprimés       | Exprimés          | Exprimés       | 50 972       | 95,68        | 50 850      | 96,12       |  |

#### Cinquième circonscription (Wittenheim)
| Candidat       | Candidat         | Parti          | Premier tour | Premier tour | Second tour | Second tour |  |
| Candidat       | Candidat         | Parti          | Voix         | %            | Voix        | %           |  |
| -------------- | ---------------- | -------------- | ------------ | ------------ | ----------- | ----------- |  |
|                | Henri Ulrich élu | MRP            | 22 164       | 54,47        | 17 112      | 42,12       |  |
|                | Charles Kroepflé | UNR            | 10 947       | 26,9         | 16 862      | 41,5        |  |
|                | Pierre Martin    | SFIO           | 3 812        | 9,37         | 3 224       | 7,94        |  |
|                | Eugène Haffner   | PCF            | 3 765        | 9,25         | 3 430       | 8,44        |  |
|                |                  |                |              |              |             |             |  |
| Inscrits       | Inscrits         | Inscrits       | 59 239       | 100,00       | 59 337      | 100,00      |  |
| Abstentions    | Abstentions      | Abstentions    | 16 753       | 28,28        | 17 326      | 29,2        |  |
| Votants        | Votants          | Votants        | 42 486       | 71,72        | 42 011      | 70,8        |  |
| Blancs et nuls | Blancs et nuls   | Blancs et nuls | 1 798        | 4,23         | 1 383       | 3,29        |  |
| Exprimés       | Exprimés         | Exprimés       | 40 688       | 95,77        | 40 628      | 96,71       |  |

À la suite de l'annulation du scrutin de 1958 par le Conseil constitutionnel, des élections partielles sont organisées.
| | Henri Ulrich sortant réélu | MRP            | 15 617 | 50,77  |  |  |  |
| | Charles Kroepflé           | UNR            | 9 486  | 30,84  |  |  |  |
| | Eugène Haffner             | PCF            | 3 655  | 11,88  |  |  |  |
| | Pierre Martin              | SFIO           | 2 002  | 6,5    |  |  |  |
| |                            |                |        |        |  |  |  |
| Inscrits | Inscrits                   | Inscrits       | 59 135 | 100,00 |  |  |  |
| Abstentions | Abstentions                | Abstentions    | 27 129 | 45,88  |  |  |  |
| Votants | Votants                    | Votants        | 32 006 | 54,12  |  |  |  |
| Blancs et nuls | Blancs et nuls             | Blancs et nuls | 1 246  | 3,89   |  |  |  |
| Exprimés | Exprimés                   | Exprimés       | 30 760 | 96,11  |  |  |  |
| Source : France, Ministère de l'intérieur. Les Elections législatives . Métropole., la Documentation française, 1960 (lire en ligne) |                            |                |        |        |  |  |  |